# Puente de Montañana
Puente de Montañana (aragónul: Puent de Montanyana, katalánul: El Pont de Montanyana) település Spanyolországban, Huesca tartományban. Puente de Montañana Tremp, Viacamp y Litera, Tolva, Castigaleu, Monesma y Cajigar és Arén községekkel határos. Lakosainak száma 95 fő (2024).

## Népesség
A település népessége az utóbbi években az alábbiak szerint változott:
| Lakosok száma | 123  | 102  | 152  | 155  | 133  | 119  | 96   | 89   | 94   | 95   |
|               | 2001 | 2004 | 2007 | 2009 | 2012 | 2014 | 2017 | 2019 | 2022 | 2024 |